# Überseesender Eilvese
Der Überseesender Eilvese war seit seiner Inbetriebnahme 1914 bis zu seinem Abriss 1931 eine Sendeanlage nahe Eilvese bei Neustadt am Rübenberge im heutigen Niedersachsen. Die Anlage wurde im Toten Moor auf einer festen Sandinsel errichtet. Der moorige Untergrund steigerte die Sendeleistung wegen des hohen Grundwasserstandes. Eilvese wurde als Standort der Sendeanlage ausgesucht, weil es weit genug entfernt von anderen Sendeanlagen in Norddeich und auf Borkum war und so keine Störungen entstehen konnten.

## Sendeanlage
Südlich von Eilvese und der B 6 im Toten Moor wurde nach zweijähriger Bauzeit 1913 der 260 m hohe Sendemast (zeitgenössisch als „Funkenturm“ bezeichnet) als das seinerzeit höchste deutsche Bauwerk fertiggestellt.
Bei der offiziellen Inbetriebnahme am 19. Juni 1914 weilte Kaiser Wilhelm II. persönlich in Eilvese. Er eröffnete die Anlage mit einem Telegramm an den US-amerikanischen Präsidenten Woodrow Wilson, das von einer Gegenstelle mit gleicher Technik in den Vereinigten Staaten in Tuckerton, New Jersey empfangen wurde. Der erste Kontakt der beiden Sendestationen war allerdings schon am 14. Oktober 1913 hergestellt worden.
Nach dem Eintritt der USA in den Ersten Weltkrieg wurde der Funkkontakt abgebrochen. Bis zu seinem Abriss 1931 übermittelte der Sender Telegramme nach Übersee. Bei ihnen handelte es sich meist um Pressesachen, da private Telegramme die Großfunkstelle Nauen bei Berlin absetzte. Das technische Konzept der Anlage hatte der Elektroingenieur und Hochschullehrer Rudolf Goldschmidt entwickelt.

### Technik und Umbauten
Der Sender wurde von der Hochfrequenzmaschinen-Aktiengesellschaft für drahtlose Telegraphie (HOMAG), einer Tochter der C. Lorenz AG, als Großfunkstelle für Längstwelle zur Übermittlung von Telegrammen und für zunächst nur experimentelle Sprach- und Tonübertragungen nach Übersee errichtet und betrieben. Es wurden Maschinensender von Rudolf Goldschmidt verwendet, die auch als Goldschmidt-Alternator bezeichnet werden. Die Antennen waren als selbststrahlender Sendemast an einem 260 Meter hohen, abgespannten Stahlfachwerkmast aufgehängt, der in 145 Metern Höhe durch Glasisolatoren elektrisch in zwei Teile geteilt war.

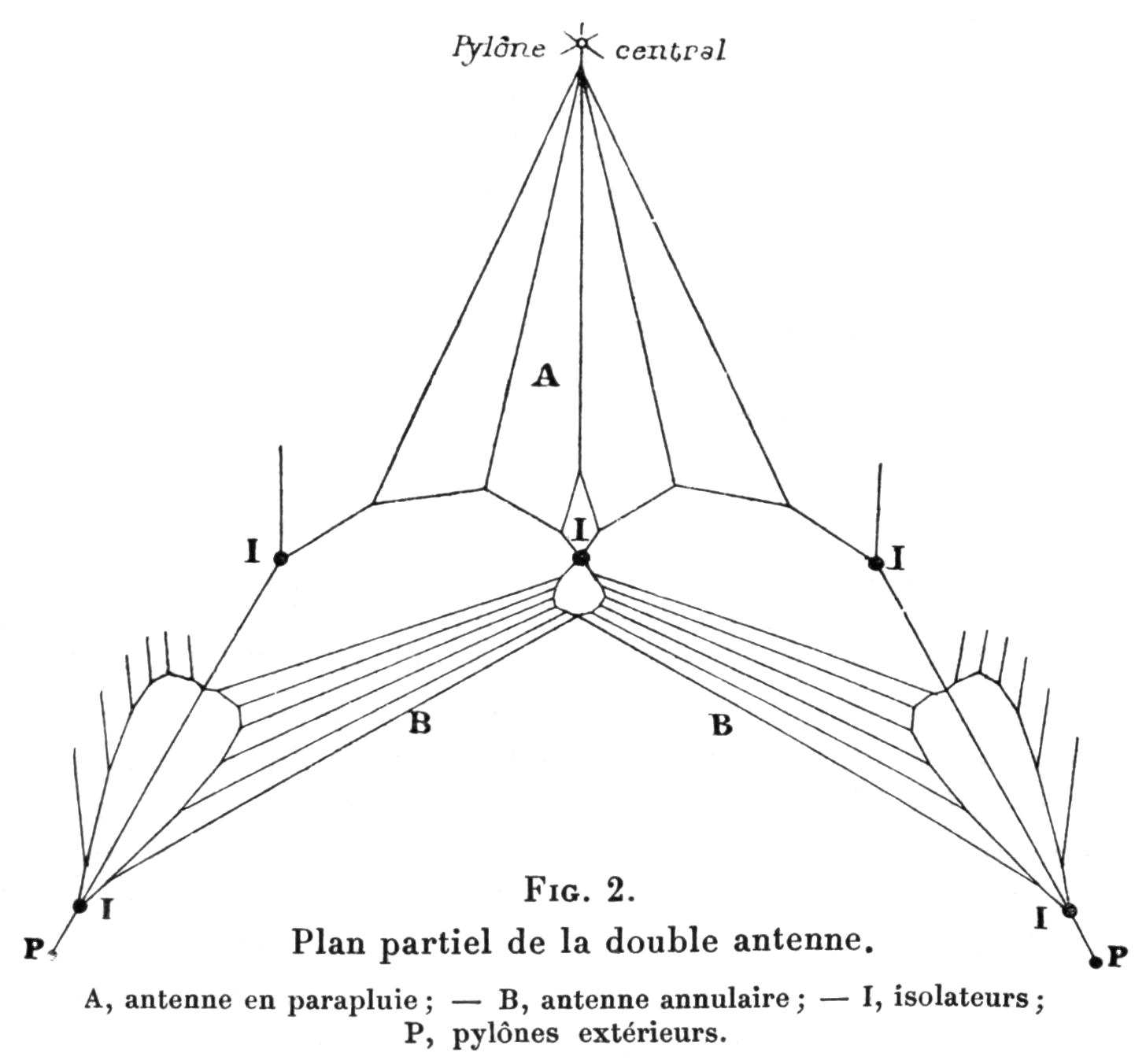
Teilplan der Doppelantenne im Jahr 1923

Die Antenne des Senders Eilvese wurde mehrfach umgebaut. 1913 waren Antennen zwischen dem Hauptmast und sechs 20 Meter hohen Holzmasten, die um den Zentralmast radialsymmetrisch angeordnet waren, gespannt. Als Antennen kamen eine Schirmantenne für die Sendefrequenzen um 30 kHz und eine Ringantenne für die Frequenzen um 20 kHz zum Einsatz. Die Ringantenne war entlang der Außenmasten gespannt, während die Schirmantenne zwischen den Außenmasten und dem Zentralmast hing. 1915 wurden die hölzernen Außenmasten durch sechs abgespannte Stahlrohrmasten der Bauart Rendahl von 122 Metern Höhe ersetzt. Zwischen 1922 und 1925 wurde die Antenne erneut umgebaut, die 122 Meter hohen Rendahl-Masten wurden durch vier im Halbkreis angeordnete, 139 Meter hohe abgespannte Sendemasten ersetzt. Zwischen diesen und den Zentralmast wurden drei voneinander unabhängige Dreieckflächenantennen gespannt.
Ab dem November 1928 begann das Reichspostzentralamt mit der Prüfung, inwieweit diese Station für die Reichspost von Nutzen wäre. Obwohl die Station, die am 15. April 1929 zum letzten Mal in Betrieb war, nicht mehr den technischen Anforderungen entsprach, wurde sie 1930 von der Deutschen Reichspost erworben. Allerdings erwies es sich als unwirtschaftlich, die Station zu modernisieren. Der Sender wurde am 7. August 1930 gesprengt.

### Heutige Reste
Heute ist von der Station nur noch das Büro- und Verwaltungsgebäude erhalten, welches derzeit als Wohnhaus dient. Vom einstigen Betriebsgebäude sowie von den Mastfundamenten sind noch einige Überreste vorhanden. Des Weiteren werden beim Torfabbau immer wieder Überreste der Antenne, wie Isolatoren, gefunden, da man 1930 den 250 Meter hohen Zentralmast einfach ins Moor fallen ließ.

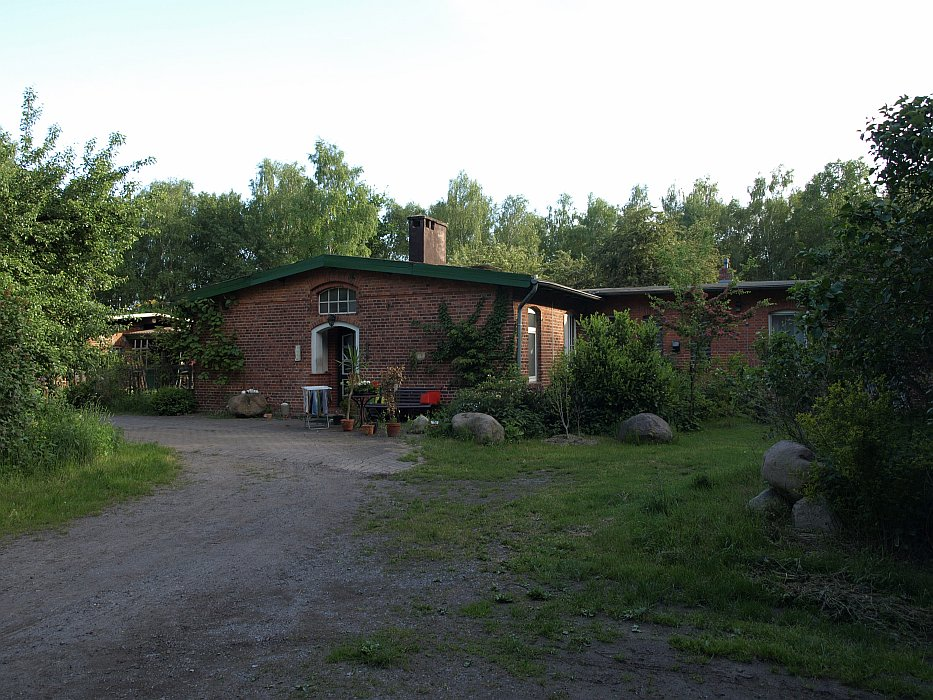
Ehemaliges Büro- und Verwaltungsgebäude
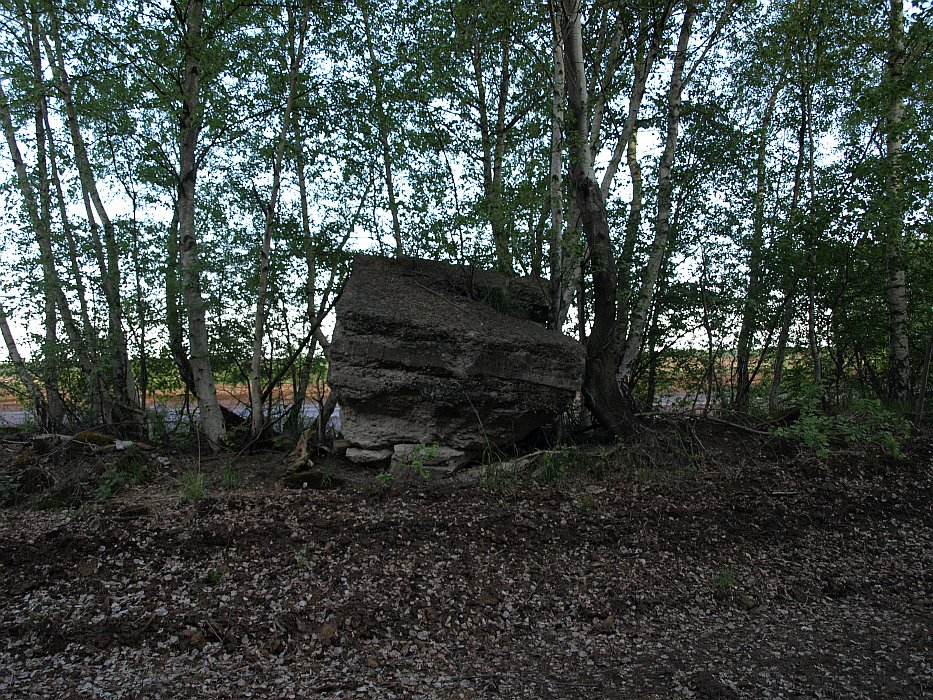
Betonreste eines Sendemasts